# Dixon (Kentucky)
Dixon és una població dels Estats Units a l'estat de Kentucky. Segons el cens del 2000 tenia 632 habitants.

## Demografia
Segons el cens del 2000, Dixon tenia 632 habitants, 241 habitatges, i 159 famílies. La densitat de població era de 256,9 habitants/km².
Dels 241 habitatges en un 28,2% hi vivien nens de menys de 18 anys, en un 53,9% hi vivien parelles casades, en un 9,5% dones solteres, i en un 34% no eren unitats familiars. En el 32,8% dels habitatges hi vivien persones soles el 13,7% de les quals corresponia a persones de 65 anys o més que vivien soles. El nombre mitjà de persones vivint en cada habitatge era de 2,28 i el nombre mitjà de persones que vivien en cada família era de 2,89.
Per edats la població es repartia de la següent manera: un 20,4% tenia menys de 18 anys, un 9,8% entre 18 i 24, un 32,4% entre 25 i 44, un 23,3% de 45 a 60 i un 14,1% 65 anys o més.
L'edat mediana era de 36 anys. Per cada 100 dones de 18 o més anys hi havia 114 homes.
La renda mediana per habitatge era de 32.500 $ i la renda mediana per família de 40.000 $. Els homes tenien una renda mediana de 33.491 $ mentre que les dones 19.063 $. La renda per capita de la població era de 16.411 $. Entorn del 5,2% de les famílies i el 8,6% de la població estaven per davall del llindar de pobresa.

## Poblacions més properes
El següent diagrama mostra les poblacions més properes.